# Deutsche Schwimmmeisterschaften 2008
Die 120. Deutschen Meisterschaften im Schwimmen fanden vom 18. bis 23. April 2008 in der Schwimm- und Sprunghalle im Europasportpark Berlin statt und wurden vom Deutschen Schwimm-Verband organisiert. Der Wettkampf diente gleichzeitig als Qualifikationswettkampf für die Olympischen Spiele 2008 in Peking. Es wurden bei Männern und Frauen Wettkämpfe in je 20 Disziplinen ausgetragen, darunter drei Staffelwettkämpfe.
| Disziplin           | Männer                                                          | Männer                                                          | Männer   | Frauen                                             | Frauen                                             | Frauen   |
| Disziplin           | Name                                                            | Verein                                                          | Zeit     | Name                                               | Verein                                             | Zeit     |
| ------------------- | --------------------------------------------------------------- | --------------------------------------------------------------- | -------- | -------------------------------------------------- | -------------------------------------------------- | -------- |
| 050 m Freistil      | Steffen Deibler                                                 | TG Biberach                                                     | 00:22,11 | Britta Steffen                                     | SG Neukölln Berlin                                 | 00:24,19 |
| 100 m Freistil      | Steffen Deibler                                                 | TG Biberach                                                     | 00:48,55 | Britta Steffen                                     | SG Neukölln Berlin                                 | 00:53,20 |
| 200 m Freistil      | Paul Biedermann                                                 | SV Halle/Saale                                                  | 01:46,37 | Annika Lurz                                        | SV Würzburg 05                                     | 01:57,83 |
| 400 m Freistil      | Paul Biedermann                                                 | SV Halle/Saale                                                  | 03:47,69 | Annika Lurz                                        | SV Würzburg 05                                     | 04:08,48 |
| 800 m Freistil      | Christian Kubusch                                               | SC Magdeburg                                                    | 07:49,22 | Jaana Ehmcke                                       | Potsdamer SV                                       | 08:26,70 |
| 1500 m Freistil0    | Christian Kubusch                                               | SC Magdeburg                                                    | 15:13,71 | Sabrina Schäfer                                    | SSG Saar Max Ritter                                | 16:48,11 |
| 050 m Brust         | Johannes Neumann                                                | SC Riesa                                                        | 00:28,10 | Janne Schäfer                                      | TV Jahn Wolfsburg                                  | 00:31,25 |
| 100 m Brust         | Johannes Neumann                                                | SC Riesa                                                        | 01:01,32 | Sarah Poewe                                        | SG Bayer Wup/Uer/Dor                               | 01:07,10 |
| 200 m Brust         | Marco Koch                                                      | DSW 1912 Darmstadt                                              | 02:13,74 | Sarah Poewe                                        | SG Bayer Wup/Uer/Dor                               | 02:25,53 |
| 050 m Schmetterling | Johannes Dietrich                                               | Potsdamer SV                                                    | 00:23,55 | Silke Lippok                                       | SSG Pforzheim                                      | 00:27,08 |
| 100 m Schmetterling | Thomas Rupprath                                                 | SC Empor Rostock 2000                                           | 00:52,05 | Daniela Samulski                                   | SG Bayer Wup/Uer/Dor                               | 00:58,63 |
| 200 m Schmetterling | Toni Embacher                                                   | SV Halle/Saale                                                  | 02:00,28 | Nina Schiffer                                      | SSF Bonn                                           | 02:09,49 |
| 050 m Rücken        | Thomas Rupprath                                                 | SC Empor Rostock 2000                                           | 00:24,83 | Christin Zenner                                    | VfV Hildesheim                                     | 00:28,45 |
| 100 m Rücken        | Helge Meeuw                                                     | SG Frankfurt                                                    | 00:53,10 | Christin Zenner                                    | VfV Hildesheim                                     | 01:01,24 |
| 200 m Rücken        | Helge Meeuw                                                     | SG Frankfurt                                                    | 01:57,92 | Jenny Mensing                                      | SC Wiesbaden 1911                                  | 02:12,29 |
| 200 m Lagen         | Markus Deibler                                                  | TG Biberach                                                     | 02:02,23 | Katharina Schiller                                 | VfV Hildesheim                                     | 02:13,73 |
| 400 m Lagen         | Yannick Lebherz                                                 | DSW 1912 Darmstadt                                              | 04:21,11 | Nicole Hetzer                                      | SV Wacker Burghausen                               | 04:43,49 |
| 4 × 100 m Freistil  | VfL Sindelfingen Lendjel, M. Kutscher, Seifert, P. A. Kutscher  | VfL Sindelfingen Lendjel, M. Kutscher, Seifert, P. A. Kutscher  | 03:22.94 | SV Halle/Saale Rasch, Günther, Michalak, Schreiber | SV Halle/Saale Rasch, Günther, Michalak, Schreiber | 03:49,85 |
| 4 × 200 m Freistil  | SC Wiesbaden 1911 Ax, Bilski, Emeling, Becker                   | SC Wiesbaden 1911 Ax, Bilski, Emeling, Becker                   | 07:28,11 | SV Würzburg 05 Guht, Kalla, Lurz, Degenhardt       | SV Würzburg 05 Guht, Kalla, Lurz, Degenhardt       | 08:14,81 |
| 4 × 100 m Lagen     | Startgemeinschaft Dortmund Könneker, Cool, Crasmöller, Dittrich | Startgemeinschaft Dortmund Könneker, Cool, Crasmöller, Dittrich | 03:40,68 | SV Würzburg 05 Scheiner, Degenhardt, Kalla, Lurz   | SV Würzburg 05 Scheiner, Degenhardt, Kalla, Lurz   | 04:12,73 |

1. 1 2 3 4 5 6  neuer DSV-Rekord
2. 1 2 3  neuer Europarekord
3. 1 2  neuer DSV-Rekord für Vereinsmannschaften

- Liste der Schwimmeuroparekorde über 100 Meter Freistil
- Liste der Schwimmeuroparekorde über 100 Meter Brust
- Liste der Schwimmeuroparekorde über 100 Meter Rücken

## Randnotizen
Kamil Kasprowicz wurde im Vorlauf über 200 m Lagen wegen einer regelwidrigen Wende disqualifiziert und kann sich damit nicht mehr für die Olympischen Spiele qualifizieren.
Um die 4-mal-100-Meter-Lagenstaffel der Männer noch für Olympia qualifizieren wurde vom DSV die Ausschreibung so geändert, dass für den 4-mal-100-Meter-Lagenwettkampf auch eine Auswahlmannschaft des DSV gemeldet werden kann. Der Versuch mit den deutschen Meistern über die 100-Meter-Einzelstrecken Helge Meeuw, Johannes Neumann, Thomas Rupprath und Steffen Deibler scheiterte aber, da die Staffel mit einer Zeit von 3:37,29 min die erforderliche Zeit von 3:36,85 min nicht erreichte. Ende April gab der Sportdirektor des DSV Örjan Madsen bekannt, dass der DSV in Peking auf eine Lagenstaffel der Männer verzichtet. Damit sind nur in den anderen fünf Staffelwettkämpfen (je 4 × 100 m und 4 × 200 m Freilstil der Frauen und Männer sowie 4 × 100 Lagen der Frauen) deutsche Staffeln am Start.